# 1938-as magyar atlétikai bajnokság
Az 1938-as magyar atlétikai bajnokságon, amely a 43. magyar bajnokság volt, megszűnt a 200 m gátfutás, 50 km-es gyaloglás és a váltókat kivéve a csapatversenyek, új számként bekerült a 3000 m-es akadályfutás.

## Eredmények

### Férfiak
| Versenyszám        | Arany                                                                     | Arany     | Ezüst                                         | Ezüst     | Bronz                                    | Bronz     |
| ------------------ | ------------------------------------------------------------------------- | --------- | --------------------------------------------- | --------- | ---------------------------------------- | --------- |
| 100 m              | Gyenes Gyula MAC                                                          | 10,7      | Kiss Ferenc BSzKRT                            | 10,9      | Vermes Vilmos BBTE                       | 11,0      |
| 200 m              | Gyenes Gyula MAC                                                          | 21,5      | Rády Károly MAC                               | 22,2      | Minai Márió MAC                          | 22,3      |
| 400 m              | Görkói János BBTE                                                         | 49,2      | Vadas József MAC                              | 49,4      | Temesvári Ferenc BBTE                    | 50,2      |
| 800 m              | Harsányi Gusztáv BBTE                                                     | 1:53,4    | Temesvári Ferenc BBTE                         | 1:53,5    | Istenes G. MAC                           | 1:54,6    |
| 1500 m             | Harsányi Gusztáv BBTE                                                     | 4:00,6    | Híres László Újpesti TE                       | 4:00,8    | Prohászka Gy. MTK                        | 4:01,6    |
| 5000 m             | Simon István BSZKRT                                                       | 15:27,6   | Csaplár András MAC                            | 15:28,2   | Tarsoly L. BSzKRT                        | 15:31,8   |
| 10 000 m           | Szilágyi Jenő Újpesti TE                                                  | 30:56,8   | Csaplár András MAC                            | 30:57,4   | Kelen János BBTE                         | 31:00,4   |
| 110 m gát          | Szabó Endre MAC                                                           | 15,3      | Jávor István BSzKRT                           | 15,8      | Levente Ferenc BIK                       | 16,0      |
| 400 m gát          | Polgár Jenő BBTE                                                          | 57,1      | Verbőczi József DIAC                          | 57,4      | Hetényi Ferenc BEAC                      | 58,2      |
| 3000 m akadály     | Híres László Újpesti TE                                                   | 9:48,2    | Gulyás László Újpesti TE                      | 9:59,6    | Szigetvári I. Újpesti TE                 | 10:13,0   |
| magasugrás         | Losonczi István MAC                                                       | 176 cm    | Holló László BSzKRT                           | 176 cm    | Irányi László Haladás Rozsnyai M. BSzKRT | 167 cm    |
| távolugrás         | Gyuricza István BSZKRT                                                    | 739 cm    | Vermes Vilmos BBTE                            | 728 cm    | Koltai Henrik BBTE                       | 695 cm    |
| hármasugrás        | Dusnoki Géza MAC                                                          | 14,47 m   | Somló Lajos MAC                               | 14,34 m   | Holló László BSzKRT                      | 14,08 m   |
| rúdugrás           | Csányi Zoltán MAC                                                         | 370 cm    | Karlovits János MAC                           | 370 cm    | Papp Béla MAC                            | 350 cm    |
| súlylökés          | Darányi József MAC                                                        | 15,17 m   | Németh Ernő BSzKRT                            | 14,35 m   | Rákhely Gyula ARAK                       | 14,08 m   |
| diszkoszvetés      | Kulitzy Jenő BBTE                                                         | 49,55 m   | Remetz József MRTSE                           | 46,30 m   | Józsa Dezső PEAC Madarász E. BSzKRT      | 46,16 m   |
| gerelyhajítás      | Várszegi József MAC                                                       | 72,17 m   | Kínál Pál NyVSC                               | 59,35 m   | Papp Pál MAC                             | 59,20 m   |
| kalapácsvetés      | Kemény Gábor BSZKRT                                                       | 45,09 m   | Németh Ernő BSzKRT                            | 31,05 m   |                                          |           |
| tízpróba           | Csányi Sándor BEAC                                                        | 5979 pont | Verbőczi József DiAC                          | 5742 pont | Verőczy Imre BEAC                        | 5166      |
| maraton            | Mucsi József PSE                                                          | 2:38:44,8 | Kiss G. MRTSE                                 | 2:49:29,8 | Mauréry T. PeSC                          | 2:50:33,0 |
| mezei futás        | Kelen János BBTE                                                          | 32:30,8   | Csaplár András MAC                            | 32:33,0   | Esztergomi BSzKRT                        | 32:35,4   |
| 4 × 100 m          | BBTE Görkói János Paizs János Kovács József Sír József                    | 42,3      | MAC Rády Nagy Vadas Gyenes                    | 42,8      | DiAC Novak Verbőczi Gulyás Szaladós      | 44,8      |
| 4 × 200 m          | BBTE Görkói János Góby József Sír József Kovács József                    | 1:29,6    | DiAC Szaladó Novák Verbőczi Nyalka            | 1:33,2    |                                          |           |
| 4 × 400 m          | BBTE Polgár Jenő Harsányi Gusztáv Kovács József Görkói János              | 3:21,8    | MAC Rády Gombos Gyenes Vadas                  | 3:26,2    | BEAC Puskás Obitz Kohári Hetényi         | 3:28,4    |
| 4 × 800 m          | BBTE Görkói János Polgár Jenő Czeglényi László Harsányi Gusztáv           | 7:57,0    | MAC Tőkési Vörös Gombos Szabó                 | 7:57,8    | BEAC Kohári Hetényi Hőke Puskás          | 8:12,4    |
| 4 × 1500 m         | MAC Vörös Viktor Csaplár András Iglói Mihály Szabó Miklós                 | 17:07,0   | Újpesti TE Sárvári II. Kosa Gulyás Hires      | 17:30,8   | BBTE Szilágyi Hagymási Ceglényi Márta    | 17:41,8   |
| 5000 m csapat      | MAC Németh Béla Iglói Mihály Csaplár András Szabó Miklós Rátonyi Sándor   | 21 pont   | Újpesti TE Szilágyi Hires Sárosi Gulyás Kosa  | 34 pont   |                                          |           |
| mezei futás csapat | Újpesti TE Szilágyi Jenő Eper Imre Kosa Sándor Sárosi József Híres László | 37 pont   | BSzKRT Esztergomi Csaba Tarsoly Ligeti Kővári | 47 pont   | BBTE Kelen Végh Lendvai Sajtos Márta     | 51 pont   |

### Nők
| Versenyszám   | Arany                                                        | Arany   | Ezüst                           | Ezüst   | Bronz                              | Bronz   |
| ------------- | ------------------------------------------------------------ | ------- | ------------------------------- | ------- | ---------------------------------- | ------- |
| 100 m         | Fehér Sarolta PhSE                                           | 13,0    | Nagy Rózsi GFB                  | 13,1    | Balla Ilona Olimpia                | 13,2    |
| 200 m         | Nagy Rózsi GFB                                               | 27,4    | Fehér Sarolta PhSE              | 27,7    | Kiss Edit Olimpia                  | 29,0    |
| 80 m gát      | Barcza Erzsébet Olimpia                                      | 15,6    |                                 |         |                                    |         |
| magasugrás    | Csák Ibolya NTE                                              | 155 cm  | Gailitis Alma olimpia           | 140 cm  | Horváth Margit NTE                 | 135 cm  |
| távolugrás    | Fehér Sarolta PhSE                                           | 486 cm  | Kael Anna Testnevelési Főiskola | 466 cm  | Ledermayer Ilona Koszorú           | 458 cm  |
| súlylökés     | Régei Matild Olimpia                                         | 10,76 m | Kael Anna Testnevelési Főiskola | 10,61 m | Kiss Edit Olimpia                  | 9,74 m  |
| diszkoszvetés | Nadányi Ágnes BUSE                                           | 35,48 m | Kulitzy Jenőné BBTE             | 32,73 m | Nemes Józsefné Olimpia             | 29,94 m |
| gerelyhajítás | Lamos Margit MTE                                             | 30,31 m | Nadányi Ágnes BUSE              | 30,10 m | Barcza Erzsébet Olimpia            | 29,90 m |
| 4 × 100 m     | Olimpia Balla Ilona Somogyi Erzsébet Kiss Edit Kemény Marian | 53,6    | NTE Csák Pálffy Nagy Medveczky  | 55,4    | MTE Lampel Újváriné Babai Lőrinczi | 55,7    |

### Magyar atlétikai csúcsok
- n. magasugrás 164 cm ocs. Csák Ibolya NTE Bécs 9. 18.
- gerelyhajítás 72,78 m ocs. Várszegi József MAC Párizs 9. 3.
- n. 4 × 100 m 50,8 ocs. Női válogatott (Balla Ilona, Lőrinczi Anna, Fehér Sarolta, Nagy Rózsi) Bécs 9. 18.
- svéd váltó (100, 200, 300, 400 m) 1:55,6 ocs. Férfi válogatott (Nagy Géza, Gyenes Gyula, Vadas József, Görkói János) Helsinki 7. 11.